# Football League Cup 1966-1967
La Football League Cup 1966-1967 è stata la 7ª edizione del terzo torneo calcistico più importante del calcio inglese, la 1ª in finale unica. La manifestazione, ebbe inizio il 23 agosto 1966 e si concluse il 4 marzo 1967 con la finale di Wembley.
Il trofeo fu vinto dal sorprendente Queens Park Rangers, club della Third Division, che nell'atto conclusivo si impose con il punteggio di 3-2 nei confronti del West Bromwich Albion, vincitore nella precedente stagione.
A partire da questa edizione la vincitrice della competizione ottiene il diritto di partecipare alle coppe europee, a patto di militare in First Division. Per questa ragione, il QPR, che si era imposto anche in campionato, rimase escluso dalla Coppa delle Fiere 1967-1968.

## Formula
La Football League Cup era riservata alle 92 squadre della Football League. Il torneo era composto da scontri ad eliminazione diretta, ad esclusione delle semifinali che prevedevano due match, dove la squadra con il miglior risultato combinato accedeva alla finale unica. Se uno scontro terminava in parità, la sfida veniva ripetuta a campi invertiti fino a quando una delle due contendenti non otteneva la vittoria, mentre in finale, si rigiocava sempre in campo neutro. In caso di pareggio, anche nel replay, si faceva ricorso ai tempi supplementari. 
|                              | Squadre che entrano in questo turno                                                                    | Squadre qualificate dal turno precedente    |
| ---------------------------- | --- | ------------------------------------------- |
| Primo turno (52 squadre)     | - 24 squadre dalla Fourth Division - 24 squadre dalla Third Division - 4 squadre della Second Division |                                             |
| Secondo turno (64 squadre)   | - 20 squadre dalla First Division - 18 squadre dalla Second Division                                   | - 26 squadre vincitrici del primo turno     |
| Terzo turno (32 squadre)     | | - 32 squadre vincitrici del secondo turno   |
| Quarto turno (16 squadre)    | | - 16 squadre vincitrici del terzo turno     |
| Quarti di finale (8 squadre) | | - 8 squadre vincitrici del quarto turno     |
| Semifinali (4 squadre)       | | - 4 squadre vincitrici dei quarti di finale |
| Finale (2 squadre)           | | - 2 squadre vincitrici delle semifinali     |

## Primo turno
| Squadra 1        | Risultato | Squadra 2        |
| ---------------- | --------- | ---------------- |
| 23 agosto 1966   |           |                  |
| Bradford PA      | 2 - 2     | Hartlepool Utd   |
| Bury             | 2 - 0     | Rochdale         |
| Halifax Town     | 0 - 0     | Darlington       |
| Port Vale        | 1 - 3     | Walsall          |
| QPR              | 5 - 1     | Colchester Utd   |
| Watford          | 1 - 1     | Reading          |
| 24 agosto 1966   |           |                  |
| Aldershot        | 2 - 2     | Luton Town       |
| Barnsley         | 1 - 2     | Grimsby Town     |
| Barrow           | 2 - 1     | Oldham Athletic  |
| Bradford City    | 1 - 1     | Doncaster        |
| Brentford        | 0 - 0     | Millwall         |
| Brighton         | 1 - 0     | Leyton Orient    |
| Cardiff City     | 1 - 0     | Bristol Rovers   |
| Chester City     | 2 - 5     | Tranmere         |
| Chesterfield     | 2 - 1     | Scunthorpe Utd   |
| Crewe Alexandra  | 1 - 0     | Stockport County |
| Exeter City      | 2 - 2     | Torquay Utd      |
| Lincoln City     | 1 - 0     | Hull City        |
| Middlesbrough    | 0 - 0     | York City        |
| Newport County   | 1 - 2     | Swansea Town     |
| Notts County     | 1 - 1     | Mansfield Town   |
| Peterborough Utd | 2 - 1     | Oxford Utd       |
| Shrewsbury Town  | 6 - 1     | Wrexham          |
| Southend Utd     | 0 - 0     | Gillingham       |
| Southport        | 0 - 1     | Workington       |
| Swindon Town     | 2 - 1     | Bournemouth      |

### Replay
| Squadra 1      | Risultato      | Squadra 2     |
| -------------- | -------------- | ------------- |
| 29 agosto 1966 |                |               |
| Darlington     | 4 - 0          | Halifax Town  |
| Luton Town     | 1 - 2          | Aldershot     |
| Mansfield Town | 3 - 0          | Notts County  |
| Millwall       | 0 - 1          | Brentford     |
| Reading        | 1 - 0          | Watford       |
| York City      | 2 - 1          | Middlesbrough |
| 30 agosto 1966 |                |               |
| Doncaster      | 5 - 2 (d.t.s.) | Bradford City |
| 31 agosto 1966 |                |               |
| Gillingham     | 2 - 0 (d.t.s.) | Southend Utd  |
| Hartlepool Utd | 1 - 2          | Bradford PA   |
| Torquay Utd    | 1 - 2          | Exeter City   |

## Secondo turno
| Squadra 1         | Risultato | Squadra 2         |
| ----------------- | --------- | ----------------- |
| 13 settembre 1966 |           |                   |
| Arsenal           | 1 - 1     | Gillingham        |
| Brentford         | 2 - 4     | Ipswich Town      |
| Bristol City      | 1 - 1     | Swansea Town      |
| Coventry City     | 2 - 1     | Derby County      |
| Fulham            | 2- 0      | Crystal Palace    |
| Leeds Utd         | 2 - 0     | Newcastle Utd     |
| Nottingham Forest | 1 - 1     | Birmingham City   |
| Swindon Town      | 4 - 1     | Portsmouth        |
| Walsall           | 2 - 1     | Stoke City        |
| Wolverhampton     | 2 - 1     | Mansfield Town    |
| York City         | 3 - 2     | Chesterfield      |
| 14 settembre 1966 |           |                   |
| Aldershot         | 1 - 1     | QPR               |
| Blackburn         | 4 - 0     | Barrow            |
| Blackpool         | 5 - 1     | Manchester Utd    |
| Bradford PA       | 0 - 0     | Grimsby Town      |
| Bury              | 2 - 3     | Workington        |
| Cardiff City      | 0 - 1     | Exeter City       |
| Carlisle Utd      | 1 - 1     | Tranmere          |
| Chelsea           | 5 - 2     | Charlton          |
| Darlington        | 1 - 1     | Doncaster         |
| Leicester City    | 5 - 0     | Reading           |
| Lincoln City      | 2 - 1     | Huddersfield Town |
| Manchester City   | 3 - 1     | Bolton            |
| Northampton Town  | 2 - 2     | Peterborough Utd  |
| Norwich City      | 0 - 1     | Brighton          |
| Preston N.E.      | 2 - 0     | Crewe Alexandra   |
| Sheffield Weds    | 0 - 1     | Rotherham Utd     |
| Shrewsbury Town   | 1 - 1     | Burnley           |
| Southampton       | 4 - 3     | Plymouth          |
| Sunderland        | 1 - 1     | Sheffield Utd     |
| West Bromwich     | 6 - 1     | Aston Villa       |
| West Ham Utd      | 1 - 0     | Tottenham         |

### Replay
| Squadra 1         | Risultato      | Squadra 2         |
| ----------------- | -------------- | ----------------- |
| 19 settembre 1966 |                |                   |
| Doncaster         | 2 - 0          | Darlington        |
| Swansea Town      | 2 - 1 (d.t.s.) | Bristol City      |
| 20 settembre 1966 |                |                   |
| Birmingham City   | 2 - 1          | Nottingham Forest |
| QPR               | 2 - 0          | Aldershot         |
| Sheffield Utd     | 1 - 0 (d.t.s.) | Sunderland        |
| 21 settembre 1966 |                |                   |
| Gillingham        | 1 - 1 (d.t.s.) | Arsenal           |
| Grimsby Town      | 3 - 1          | Bradford PA       |
| Tranmere          | 0 - 2          | Carlisle Utd      |
| 26 settembre 1966 |                |                   |
| Peterborough Utd  | 1 - 2          | Northampton Town  |
| 29 settembre 1966 |                |                   |
| Burnley           | 5 - 0          | Shrewsbury Town   |

### Secondo Replay
| Squadra 1         | Risultato | Squadra 2  |
| ----------------- | --------- | ---------- |
| 28 settembre 1966 |           |            |
| Arsenal           | 5 - 0     | Gillingham |

## Terzo turno
| Squadra 1        | Risultato | Squadra 2       |
| ---------------- | --------- | --------------- |
| 4 ottobre 1966   |           |                 |
| Birmingham City  | 2 - 1     | Ipswich Town    |
| Doncaster        | 1 - 1     | Swindon Town    |
| Preston N.E.     | 1 - 1     | Leeds Utd       |
| York City        | 0 - 2     | Blackburn       |
| 5 ottobre 1966   |           |                 |
| Arsenal          | 1 - 3     | West Ham Utd    |
| Blackpool        | 1 - 1     | Chelsea         |
| Brighton         | 1 - 1     | Coventry City   |
| Exeter City      | 1 - 2     | Walsall         |
| Fulham           | 5 - 0     | Wolverhampton   |
| Grimsby Town     | 3 - 0     | Workington      |
| Leicester City   | 5 - 0     | Lincoln City    |
| Northampton Town | 2 - 1     | Rotherham Utd   |
| Southampton      | 3 - 3     | Carlisle Utd    |
| Swansea Town     | 1 - 2     | QPR             |
| West Bromwich    | 4 - 2     | Manchester City |
| 12 ottobre 1966  |           |                 |
| Sheffield Utd    | 2 - 0     | Burnley         |

### Replay
| Squadra 1       | Risultato      | Squadra 2    |
| --------------- | -------------- | ------------ |
| 11 ottobre 1966 |                |              |
| Coventry City   | 1 - 3          | Brighton     |
| Swindon Town    | 4 - 2 (d.t.s.) | Doncaster    |
| 12 ottobre 1966 |                |              |
| Carlisle Utd    | 2 - 1          | Southampton  |
| Leeds Utd       | 3 - 0          | Preston N.E. |
| 17 ottobre 1966 |                |              |
| Chelsea         | 1 - 3          | Blackpool    |

## Quarto turno
| Squadra 1       | Risultato | Squadra 2        |
| --------------- | --------- | ---------------- |
| 25 ottobre 1966 |           |                  |
| QPR             | 4 - 2     | Leicester City   |
| Swindon Town    | 0 - 2     | West Bromwich    |
| 26 ottobre 1966 |           |                  |
| Blackpool       | 4 - 2     | Fulham           |
| Brighton        | 1 - 1     | Northampton Town |
| Carlisle Utd    | 4 - 0     | Blackburn        |
| Grimsby Town    | 2 - 4     | Birmingham City  |
| Sheffield Utd   | 2 - 1     | Walsall          |
| 7 novembre 1966 |           |                  |
| West Ham Utd    | 7 - 0     | Leeds Utd        |

### Replay
| Squadra 1        | Risultato | Squadra 2 |
| ---------------- | --------- | --------- |
| 8 novembre 1966  |           |           |
| Northampton Town | 8 - 0     | Brighton  |

## Quarti di finale
| Squadra 1        | Risultato | Squadra 2       |
| ---------------- | --------- | --------------- |
| 7 dicembre 1966  |           |                 |
| Blackpool        | 1 - 3     | West Ham Utd    |
| Northampton Town | 1 - 3     | West Bromwich   |
| QPR              | 2 - 1     | Carlisle Utd    |
| Sheffield Utd    | 2 - 3     | Birmingham City |

## Semifinali
| Squadra 1       | Totale | Squadra 2    | Andata          | Ritorno         |
| --------------- | ------ | ------------ | --------------- | --------------- |
|                 |        |              | 17 gennaio 1967 | 7 febbraio 1967 |
| Birmingham City | 2 - 7  | QPR          | 1 - 4           | 1 - 3           |
|                 |        |              | 18 gennaio 1967 | 8 febbraio 1967 |
| West Bromwich   | 6 - 2  | West Ham Utd | 4 - 0           | 2 - 2           |

## Finale
| Arbitro: | Walter Crossley |

|                                  |           |                 |
| Morgan 63’ Marsh 75’ Lazarus 81’ | Marcatori | 7’ 36’ C. Clark |

| Queens Park Rangers | West Bromwich Albion |

| QUEENS PARK RANGERS |    |                 |  |
|                     |    |                 |  |
| P                   | 1  | Peter Springett |  |
| D                   | 2  | Tony Hazell     |  |
| D                   | 3  | Jim Langley     |  |
| C                   | 4  | Mike Keen (C)   |  |
| C                   | 5  | Ron Hunt        |  |
| C                   | 6  | Frank Sibley    |  |
| A                   | 7  | Mark Lazarus    |  |
| A                   | 8  | Keith Sanderson |  |
| A                   | 9  | Les Allen       |  |
| A                   | 10 | Rodney Marsh    |  |
| A                   | 11 | Roger Morgan    |  |
| A disposizione:     |    |                 |  |
| A                   | 12 | Ian Morgan      |  |
| Manager:            |    |                 |  |
| Alec Stock          |    |                 |  |

| WEST BROMWICH ALBION |    |                     |  |
|                      |    |                     |  |
| P                    | 1  | Dick Sheppard       |  |
| D                    | 2  | Bobby Cram          |  |
| D                    | 3  | Graham Williams (C) |  |
| C                    | 4  | Ian Collard         |  |
| C                    | 5  | Dennis Clarke       |  |
| C                    | 6  | Doug Fraser         |  |
| A                    | 7  | Tony Brown          |  |
| A                    | 8  | Jeff Astle          |  |
| A                    | 9  | John Kaye           |  |
| A                    | 10 | Bobby Hope          |  |
| A                    | 11 | Clive Clark         |  |
| A disposizione:      |    |                     |  |
| A                    | 12 | Ken Foggo           |  |
| Manager:             |    |                     |  |
| Jimmy Hagan          |    |                     |  |